# 정연창

## 경력
- NC 다이노스 수석 트레이너
- 현대 글로비스 럭비단 스트렝스 & 컨디셔닝 코치
- 대한 체력 코치 협회 교육 이사
- 인하대학교 초빙교수
- 삼성 라이온즈 총괄 트레이닝 코치

## 학력
- 청석고등학교
- 한남대학교
- 보이시 주립대Boise State University (중퇴)
- 스포츠 재활학 석사